# Schweriner SC
Maillots
Le Schweriner SC est un club allemand de volley-ball féminin fondé en 1957 à Schwerin qui évolue pour la saison 2020-2021 en 1.Bundesliga.

## Historique
- De sa fondation à 1990, c'est-à-dire pendant l'existence de la République démocratique allemande, le club a porté le nom de SC Traktor Schwerin.
- Depuis la réunification de l'Allemagne en 1990, le club porte son nom actuel.

## Palmarès
- Championnat de République démocratique allemande
  - Vainqueur : 1976, 1977, 1980, 1981, 1982, 1983, 1984.
  - Finaliste : 1972, 1973, 1974, 1975, 1978, 1979, 1985, 1986, 1987, 1988, 1991.
- Championnat d'Allemagne
  - Vainqueur : 1995, 1998, 2000, 2001, 2002, 2006, 2009, 2011, 2012, 2013, 2017[3]2018[4]
  - Finaliste : 1994, 1997, 2007.
- Coupe de République démocratique allemande
  - Vainqueur : 1981, 1982, 1988, 1990.
- Coupe d'Allemagne
  - Vainqueur : 2001, 2006[5] 2007[6] 2012, 2013, 2019[7]2021
  - Finaliste : 2017[8]
- Supercoupe d'Allemagne
  - Vainqueur :2017[9]2018[10]2019[11]2020[12]
- Coupe des champions
  - Vainqueur : 1978.
- Coupe des Coupes
  - Vainqueur : 1975.
  - Finaliste : 1979, 1989.